# Josef Kallmünzer
Josef Kallmünzer (* 11. Februar 1871 in Amberg; † 22. Dezember 1957 ebenda) war ein deutscher Kaufmann und Kommunalpolitiker.

## Werdegang
Kallmünzer war als Großkaufmann in Amberg niedergelassen. Er war 30 Jahre Mitglied des Kollegiums der Gemeindebevollmächtigten, des Magistratsrates und des Stadtrates sowie Mitglied des Kreistages der Oberpfalz. Nachhaltig setzte er sich für die Lokalbahnen, die städtische Kanalisation, das städtische Krankenhaus sowie den Bau der Oberrealschule ein.
Er war außerdem langjähriges Mitglied der IHK Regensburg.

## Ehrungen
- Kommerzienrat
- 6. Februar 1952: Ehrenbürger von Amberg
- 1952: Verdienstkreuz (Steckkreuz) der Bundesrepublik Deutschland
- Benennung der Josef-Kallmünzer-Straße in Amberg